# Fria tider (1986–2009)
Fria tider var en svensk fritids- och kulturtidskrift som utgavs 1986–2009. 
Fria tider startades 1986 av Riksförbundet Sveriges fritids- och hemgårdar, vilket 1990 ändrade namn till Fritidsforum. Tidskriften Fria Tider upphörde 2009 och Fritidsforum ger sedan 2011 ut tidskriften Metod.